# John Steuart Curry
John Steuart Curry (14 de novembro de 1897 — 29 de agosto de 1946) foi um pintor norte-americano que ganhou fama por suas imagens de seu Estado de origem, o Kansas. Junto com Thomas Hart Benton e Grant Wood ele foi considerado um dos três grandes pintores do Regionalismo americano da primeira metade do século 20.

## Biografia
Curry nasceu numa fazenda em Dunavant, no Condado de Jefferson, Kansas em 14 de novembro de 1897. Ele era o mais velho dos cinco filhos de Smith e Margaret Curry. Apesar de viverem numa área rural do Meio-Oeste, os dois pais de Curry tinham formação universitária e até passaram a lua de mel na Europa. A infância de Curry foi dedicada a cuidar dos animais da fazenda, frequentar a escola mais próxima e ser um bom atleta. A casa onde foi criado tinha muitas reproduções de obras de Peter Paul Rubens e Gustave Doré, artistas que influenciaram profundamente o estilo de John Curry.
Como a maioria da população de Dunavant, a família de Curry era bastante religiosa. Curry era encorajado a pintar animais domésticos e começou a estudar arte aos doze anos. Em 1916, ele entrou no Kansas City Art Institute, e apenas um mês mais tarde se transferia para o Art Institute of Chicago, onde passou dois anos. Em 1918, ele estudou numa universidade do interior da Pensilvânia. Após se formar, Curry trabalhou como ilustrador entre 1921 e 1926. Ele fez trabalhos para diversas revistas, entre as quais se incluem Boys' Life, St. Nicholas, County Gentleman e The Saturday Evening Post.
Em 1926, Curry passou o ano em Paris, onde estudou as obras de Gustave Courbet e Honoré Daumier, bem como as técnicas de cor de Ticiano e Rubens. Após retornar aos Estados Unidos estabeleceu-se brevemente em Nova Iorque, onde casou-se com Clara Derrick. Após o casamento, mudou-se para Westport em Connecticut. Clara morreu em junho de 1932 e durante os dois anos seguintes, Curry dedicou-se ao trabalho em seu estúdio. Ele também viajou com o Ringling Brothers Circus durante esse período. Curry casou-se novamente em 1934, com Kathleen Gould. No mesmo ano, o Federal Art Project foi instituído para dar trabalho e aliviar os efeitos da Grande Depressão. Em 1936, Curry foi nomeado como primeiro artista residente no Agricultural College da University of Winconsin-Madison. Ele era livre para viajar por todo aquele Estado, onde promovia a arte através de aulas em comunidades rurais. No mesmo ano ele foi contratado para pintar um mural no edifício do Departamento de Justiça em Washington. Ele também foi contratado em seu Estado natal para pintar um mural no Capitólio Estadual em Topeka. Curry contiuou a trabalhar até morrer por ataque cardíaco aos 49 anos, em 1946.

## Regionalismo
Curry era considerado parte do Triunvirato do Regionalismo Americano, ao lado de Thomas Hart Benton e Grant Wood. O Regionalismo estava ligado a áreas além do Mississipi, principalmente Iowa, Missouri e Kansas. Os artistas do Regionalismo americano apresentavam uma nostalgia rural. Tal regionalismo era em essência uma revolta contra o que considerava o maior mal da revolução industrial: a centralização. A centralização de manufaturas estabeleceu fábricas e linhas de produção eficientes e de baixo custo, levando à produção em massa e à redução das características individuais. Após a Quebra de 1929, a Grande Depressão aprofundou a insatisfação com o capitalismo moderno. Curry passou a fazer representações de famílias sobreviventes de desastres naturais e ganhou fama por seus retratos da luta entre homem e natureza no interior do Kansas. Esta temática era relevante no Meio-Oeste dos anos 30, fortemente atingido pelo desemprego e caos econômico. Uma de suas obras mais conhecidas, Tornado Over Kansas [Tornado sobre o Kansas] expressa sua visão sobre seu Estado natal.
Curry tornou-se famoso após pintar, em agosto de 1928, Baptism in Kansas [Batismo no Kansas], obra que foi exposta em Washington, D.C., onde causou sensação no público e foi elogiada pelo New York Times. Três anos mais tarde, a obra foi comprada por Gertrude Vanderbilt Whitney como parte do acervo do Whitney Museum of American Art em Nova York. Essa aquisição tornou Curry conhecido nacionalmente como grande artista. Baptism in Kansas retrata uma seita religiosa — fanática para alguns — durante uma cerimônia de batismo no campo. Esta pintura de Curry causou choque entre os americanos da costa leste, que nunca imaginaram um batismo de imersão, muito menos um feito diante de um celeiro.
Sob a patronagem da Sra. Whitney, Curry pintou Tornado Over Kansas. A obra retrata um fazendeiro enfrentando um tornado que se aproxima enquanto sua família entra num abrigo subterrâneo. A pintura foi revelada semanas antes do Crash de Wall Street, em Outubro de 1929.

## Murais e Polêmica
Entre as obras mais famosas de Curry estão os murais que fez para o Kansas State Capitol em Topeka. Em junho de 1937, editores de jornais locais levantaram dinheiro para contratar John Steuart Curry, o artista mais famoso do Kansas para pintar os murais da casa legislativa. O projeto de Curry foi divido em três temas: Settlement of Kansas, onde mostra os Conquistadores; Life of a Homesteader, em que retrata John Brown e Pastoral Prosperity, com cenas do Kansas moderno.
Controvérsias políticas atrapalharam a realização de sua obra. Peças de mármore italiano caríssimas foram colocadas no local destinado à pintura dos painéis de Life of the Kansas Homesteader. Um comitê legislativo recusou-se a retirar as peças de mármore para dar espaço ao mural de Curry. Um dos motivos da briga entre o artista e os legisladores era a imagem do abolicionista Kansano John Brown, mostrado diante de uma multidão de pessoas diante de um cenário de destruição, com um tornado e um incêndio ao fundo. O comitê não gostou do tornado, nem do incêndio e muito menos do sangue nas mãos de John Brown. A imagem foi considerada como uma visão negativa do Kansas e muitos viam em Brown um assassino e traidor. Curry tentou explicar que queria representar o povo de Kansas com uma dureza de ferro característica daquele povo, não com suavidade. Após ter sido rejeitado, Curry saiu correndo com raiva e não assinou seu mural.
A polêmica em torno do mural no Capitólio do Kansas é uma demosntração de que, apesar da fama e do reconhecimento nacional, Curry não era compreendido em seu Estado de origem. Muitos pensavam que em vez de apresentar as virtudes do Kansas, ele fazia graça com o pior do seu Estado e contribuía para os estereótipos negativos associados ao Kansas no resto do país. Entretanto, o que fascinava Nova York era a serenidade rural de suas cenas, que apresentava uma vida mais distante, primitiva até, mas também menos industrializada e comercializada. E isso em plena Grande Depressão. Após sua morte, Curry e sua obra foram esquecidos, mas a partir dos anos 90, o interesse foi renovado até mesmo entre os habitantes do Kansas.

### Galeria

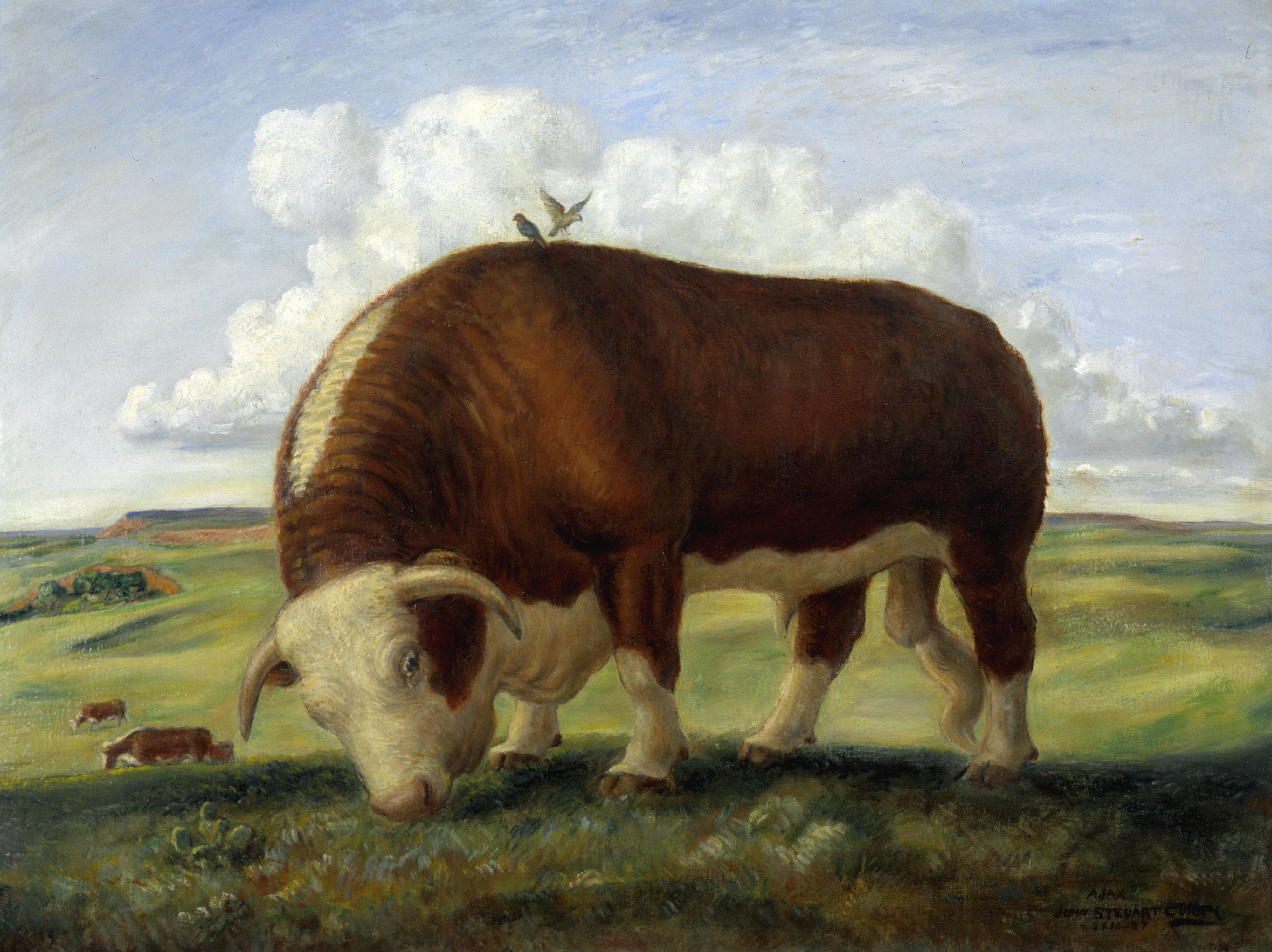
Ajax (1936-1937)
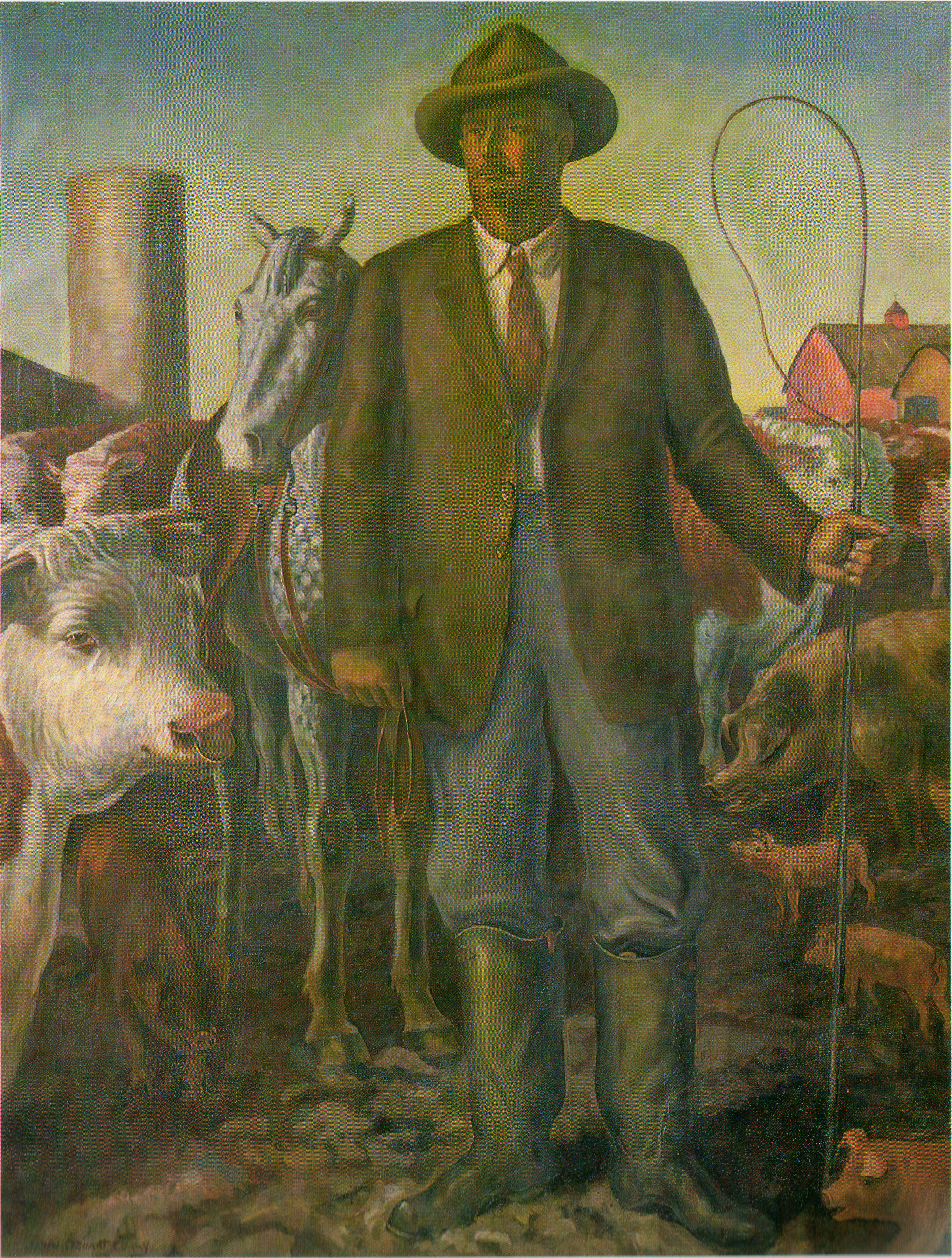
The Stockman (1929)